# خرقه ارغوانی
خرقه ارغوانی عنوان نمایشنامه‌‌ای از حسین نوری است که در دومین جشنواره تئاتر فجر برنده جایزه بهترین نمایش‌نامه شد و پس از آن توسط گروه‌های متعددی اجرا شد. همچنین این اثر جزو نمایش‌هایی بوده که در جریان جنگ ایران و عراق بارها در مناطق عملیاتی اجرا شده است.

## متن
ای خودِ عزیز، دیگر نخواهم گذاشت کسی تو را برنجاند! و کوشش خواهم کرد که من‌های این وجود ناشناخته را بشناسم...

حسین نوری
حسین نوری خرقه ارغوانی را در سال ۱۳۶۲ نوشت که نخستین بار در نسخه بهار ۱۳۶۳ فصلنامه ادبی قاموس منتشر شد. همچنین سال‌ها بعد در کتاب شیوه شیدایی در کنار دیگر نمایشنامه‌های نوری چاپ شد که با شماره ۱۳۱۳۳-۷۹م در کتابخانه ملی ایران ثبت گردیده است.

## نمایش
خرقه ارغوانی نخستین بار توسط نوری به دومین دوره جشنواره تئاتر فجر ارائه شد که در تالار وحدت اجرا شد و جایزه بهترین متن نمایشی را از آن خود کرد. در آن سال ایستگاه برزخ از دیگر نوشته‌های نوری نیز با کارگردانی گروهی دیگر در جشنواره حضور داشت. از دیگر آثار آن سال می‌توان به فرمان عاشورا اثر ابراهیم آبادی و مظلوم پنجم اثر رضا صابری اشاره کرد. علیرضا سمیع‌آذر از داوران این دوره بود.

## تأثیر فرهنگی در فضای جنگ ایران و عراق
در سال‌های بعد، این اثر توسط گروه‌های متعددی اجرا شد. حسین مسافر آستانه، هنرمند پُرسابقه تئاتر و دبیر چند دوره جشنواره تئاتر فجر، به تأثیر این نمایشنامه در بین رزمندگان ایرانی در جنگ ایران و عراق اشاره کرده و طرح می‌کند که خرقه ارغوانی جزو معدود آثار جدی بوده که در جبهه‌ها اجرا می‌شده‌است. او قائل است که تئاترهایی که در جبهه اجرا می‌شد بیشتر محصول همان لحظات بود. این کار برای سرگرم کردن رزمندگان استفاده می‌شد و اسمش صدام‌بازی بود. یک نفر شبیه صدام گریم می‌شد و نقش نوکر عمو سام را اجرا می‌کرد و مضمونی خنده‌دار و شاد داشت که برای ایجاد روحیه در رزمندگان به کار می‌رفت. مسافر آستانه معتقد است که صدام‌بازی مختص همان دوره خاص جنگ بود. چون بسیار سطحی بود و تاریخ مصرفش تمام شد. اما او به عنوان مصداق کارهای جدی‌ای که در جنگ اجرا می‌شد فقط به خرقه ارغوانی اشاره می‌کند:
می‌توانم به خرقه ارغوانی نوشته حسین نوری اشاره کنم که در بسیاری از مناطق عملیاتی اجرا شد. کارگردان‌های زیادی آن را کار کردند. … خرقه ارغوانی نگاهی عرفانی فلسفی داشت نسبت به شخصیت انسان.

کارگردان یکی از گروه‌هایی که نمایش خرقه ارغوانی را در زمان جنگ در مناطق مختلفی از جبهه اجرا کرده نیز نقل کرده است که
پای ثابت اجرای تئاتر ما در جبهه مهدی زین‌الدین بود که با چارپایه همیشگی‌اش گوشه‌ای می‌نشست و با دقت تئاتر را تماشا می‌کرد. حتی یک روز به من گفت: «ناراحت نباشید، اگر شما رزمنده نیستید کاری که انجام می‌دهید تأثیرش از بارها رزم و نبرد بیشتر است.»

## نظر عبدالکریم سروش
عبدالکریم سروش در مصاحبه‌ای در سال ۱۳۶۲ با نشریه دانشگاه انقلاب پیرامون خرقه ارغوانی گفته است: 
در مورد عشق و فنای عاشق که در واقع به نوعی تم این نمایشنامه است مولوی دو تصویر بسیار زیبا ارائه می‌‎دهد ... یکی از این دو تصویر، این است که مولوی می‌گوید آدم عاشق مثل سایه است که عاشق نور است و وقتی سایه نور را در آغوش می‌گیرد فنا می‌شود: 
| سایه‌هایی که بود جویای نور |  | محو گردد چون کند نورش ظهور |
| هم چنین جویای درگاه خدا   |  | چون خدا آید شود جوینده لا  |
یکی دیگر از این دو تصویر در شعری است که مولوی می‌گوید:
| مرغ خانه اشتری را بی‌خرد      |  | رسم مهمانان به خانه می‌برد    |
| چون به خانه مرغ اشتر پا نهاد |  | خانه ویران گشت و سقفش اوفتاد |

همانطور که ملاحظه می‌شود این دو تصویر به خوبی فنا را نشان می‌دهد. به هر حال من حیث‌المجموع تکنیک و تاکتیک آقای نوری این است که قوا و نیروهای درونی را به صورت موجودی در خارج نشان دهد که اینجا این تذکر لازم است که باید توجه شود «وحدت عین کثرت» را نشان داد. درست است که در یک شخص ده‌ها میل شریف و پلید وجود دارد منتها تمامی این‌ها باعث تعدد شخصیت در یک فرد نمی‌شود.